# Olli & Lissa: The Ghost of Shilmore Castle
Olli & Lissa: The Ghost of Shilmore Castle is een videospel voor de platforms Commodore 64 en Commodore 128. Het spel werd uitgebracht in 1987. 

## Platforms
| Jaar | Platform                  |
| ---- | ------------------------- |
| 1986 | ZX Spectrum               |
| 1987 | Amstrad CPC, Commodore 64 |

## Ontvangst
| Beoordeeld door | Platform     | Datum      | Score |
| --------------- | ------------ | ---------- | ----- |
| Commodore User  | Commodore 64 | april 1987 | 70%   |
| Happy Computer  | Commodore 64 | 1986       | 68%   |
| Zzap!           | Commodore 64 | maart 1987 | 50%   |
| Tilt            | Commodore 64 | juni 1987  | 40%   |